# 南马

深红色的为狭义的南马，浅红色的为广义的南马。

南马是马来西亚的一个地理大区，意即马来西亚的南部。南马狭义指柔佛；广义则指马六甲、森美兰和柔佛三州。本条目介绍的是广义的南马。南马东临南中国海，西临马六甲海峡与印尼苏门答腊相望，南面与新加坡之间隔着一条柔佛海峡。从这里到槟城需要7小时，到吉隆坡则需3小时。

## 历史

### 分治时期

#### 马六甲
1400年，马六甲王朝成立，极盛时期疆域涵盖了整个南马。1511年，马六甲被葡萄牙占领，葡属马六甲成立，马六甲苏丹后裔逃亡到柔佛。1641年，荷兰占领马六甲，荷属马六甲成立。1824年，英国和荷兰签订条约，而英国取得马六甲的控制权。2年后，海峡殖民地成立。

#### 森美兰
15世纪，苏门答腊的米南佳保人在森美兰地区建立城邦，先后接受马六甲王朝和柔佛苏丹王朝保护。1874年，森美兰接受参政司制度，并于1895年成为马来联邦的一员。

#### 柔佛
1528年，柔佛苏丹王朝正式成立。1699年，柔佛的马六甲苏丹王朝血统正式断绝，柔佛宰相王朝开始。1824年的英荷条约导致柔佛宰相王朝分裂为柔佛本土以及廖内群岛。1866年，柔佛天猛公王朝正式成立，苏丹阿布巴卡迁都至丹绒布蒂里，并改名为柔佛峇鲁（新山）。1885年，柔佛王国成为大英帝国的保护国。1914年，柔佛接受顾问官制度。

### 合并
1946年，马来亚联邦成立，将原本分别属于不同国家、但皆为大英帝国殖民地的南马三州：马六甲（海峡殖民地）、柔佛（柔佛王国，马来属邦一员）、森美兰（马来联邦）统一管理。
1948年，马来亚联邦改组为马来亚联合邦，并于1957年8月31日取得独立。1963年9月16日马来西亚成立，这段时期的南马也包括新加坡，一直到1965年8月9日新加坡独立为止。

## 人口
截至2015年，南马人口总数为5,524,900人。其中马来人占55.52%，华人占27.59%，印度人占7.89%，原住民占1.69%。华人大多数居住在市区，马来人和土著则多数住在郊区。

### 宗教
截至2010年，南马信奉伊斯兰教的占59.86%，信奉佛教的占27.06%，信奉兴都教的占7.8%，信奉基督教的占3.09%，信奉中国民间信仰的人占0.6%。

## 华人方言
由于受到新加坡“多讲华语，少说方言”以及讲华语运动的影响，南马的方言使用率急速下降，但近年来受到大马华团保护乡音运动的影响，使用人数才逐渐回升。其中，柔佛、马六甲和森美兰南部以福建话（泉州闽南语，与北马的漳州闽南语有少许差异）、潮州话为主，并且有较少的人士使用客家话；森美兰北部受中马影响则以广东话为主。

## 地理
南马的地势与西马其它地区相比之下较为低平，以丘陵及平原为主。最高山峰是位于森美兰的大鬼山（Gunung Besar Hantu），高达1,462米。
实际上南马并无与任何周边国家接壤。但是由于新加坡与柔佛之间有两条桥梁衔接（一为新柔长堤，另一个是马新第二通道），因此南马的柔佛州也可以被视为和新加坡接壤。

### 主要市镇
南马共有20个县和28个地方政府。其中获得市议会或市政厅等级的地方政府区域共有12处，县议会则有25个，以及一个特别地方行政处（边佳兰）。
- 马六甲：马六甲市（首府）和爱极乐
- 森美兰：芙蓉（首府）和波德申
- 柔佛：新山（首府）、依斯干达公主城、巴西古当、峇株巴辖、麻坡、古来、居銮和昔加末

### 气候
南马属于热带雨林气候，终年炎热多雨。森美兰的瓜拉庇劳是马来西亚降雨量最少的地区。2006年南马大水灾中，南马多地遭受重创。

### 烟霾问题
与北马及中马相比，南马一般上受烟霾的影响不大，但有数次例外。1997年，南马首度面对严重的烟霾问题。2013年，与南马相隔接近15年的烟霾问题再次来袭。其中麻坡的空气污染指数更一度突破750点，达到非常危险水平，以致当地政府宣布启动紧急状态。2014年及2015年，烟霾问题再次发生，多州学校也在当时被迫停课。

## 特色
马来西亚半岛的最南端丹绒比艾便位于柔佛州。而这里也是亚洲大陆的“终点”。之所以不是新加坡而是马来西亚，是因為新加坡严格来说不属于亚洲大陆，而是一个岛国，因此大马最南端自然是在柔佛州而非新加坡。